# بني سباء (بني العوام)

تعديل مصدري - تعديل

بني سباء هي إحدى قرى عزلة العريف بمديرية بني العوام التابعة لمحافظة حجة، بلغ تعداد سكانها 170 نسمة حسب تعداد اليمن لعام 2004.